# Frans Elsen
Frans Elsen (Voorburg, 28 mei 1934 – Den Haag, 23 februari 2011) was een Nederlandse jazzpianist, -componist en arrangeur. Hij was een pionier van de bebop in Nederland. Ook schreef hij educatieve jazzboeken over harmonieleer en improvisatie.

## Biografie
Elsen speelde piano vanaf zijn zevende. In 1952 had hij zijn eerste professionele optreden, met de saxofonist Don Byas. In datzelfde jaar ging hij ook studeren aan het Koninklijk Conservatorium, waar hij in 1958 afstudeerde. In die tijd was hij lid van het combo van Wessel Ilcken en in 1955 en 1956 nam hij met zijn groep nummers op, die verschenen op twee platen in de serie Jazz Behind the Dykes. 
Hij speelde in talrijke eigen groepen, bijvoorbeeld in het 'Hobby Oktet' met onder meer Herman Schoonderwalt, en een trio met Ferdinand Povel en John Marshall. Ook had hij een bigband, waarmee hij optrad op het eerste North Sea Jazz Festival. Hij werkte verder met talloze jazzmusici en vocalisten, onder anderen Phil Woods, Art Farmer, Oliver Nelson, Donald Byrd, Ray Nance, Ben Webster, Woody Shaw, Zoot Sims, Stan Getz, Clark Terry, Chet Baker, Joe Henderson, Maynard Ferguson, Benny Bailey en Billy Eckstine. Hij nam op met onder anderen Rita Reys, Ann Burton, Ferdinand Povel en Herbie Herman.
In 1985 reconstrueerde hij voor de radio de "Birth of the Cool"-sessie van Miles Davis uit 1949. Hij werkte mee aan de oprichting van jazzafdelingen aan Nederlandse conservatoria en gaf zelf ook les, in Hilversum en Den Haag. Hij schreef boeken over harmonieleer en kwam met 'speel mee'-cd's met bijbehorende theorieboeken over jazz-improvisatie.
In 1991 kreeg hij de Bird Award op het North Sea jazz Festival.

## Discografie (selectie)
- Jazz Behind the Dikes, Epic, 1957
- 1971 - Festival Big Band - Explosive! - LP Philips 6303 038 - CD Sonorama C-43
- 1983 - Ferdinand Povel - Beboppin - LP Limetree Records 198403 - CD Timeless Jazz Master Collection CDSOL-6436
- 1999 - Solo Piano Jazz at the Pinehill - CD PHCHR 75080
- 2006 - Axel Hagen - As Long As There's Music - CD Blue Jack BJJR 037